# Carrapateira
Pour les articles homonymes, voir Carrapateira (Portugal).
Carrapateira est une ville brésilienne de l'ouest de l'État de la Paraíba.
Sa population était estimée à 2 389 habitants en 2007. La municipalité s'étend sur 73 km2.